# Thunder Up
Thunder Up, pubblicato nel 1987, è stato il sesto e ultimo album in studio realizzato dai The Sound durante la loro attività.

## Produzione
All'indomani del fallimento della Statik, il gruppo trovò ancora la forza di non arrendersi per lavorare a un ultimo album in studio, grazie all'accordo trovato con l'etichetta belga Play It Again Sam e con quella canadese Nettwerk per la distribuzione in Nord America. Le canzoni, tutte scritte da Adrian Borland, furono registrate con un budget ristretto presso gli Elephant Studios di Londra, dove i Sound avevano già registrato all'inizio della loro carriera, con la produzione di Nick Robbins. L'arrangiamento più leggero, riscontrabile soprattutto negli ottoni pre-set delle tastiere, tanto in voga alla fine degli anni ottanta, e i diversi brani in up-tempo fanno da contraltare ai testi tormentati di Borland, ormai nel pieno della sua malattia mentale, dilaniato tra speranza e disperazione, in quello che tutti i membri della band hanno giudicato in seguito come il loro miglior album.

## Tracce
1. Acceleration Group – 3:34
2. Hand of Love – 3:20
3. Barria Alta – 4:50
4. Kinetic – 5:16
5. Iron Years – 4:11
6. Prove Me Wrong – 2:33
7. Shot Up and Shut Down – 4:40
8. Web of Wicked Ways – 3:00
9. I Give You Pain – 5:08
10. You've Got a Way – 5:29

## Formazione
- Adrian Borland - chitarra, voce
- Michael Dudley - batteria
- Graham Bailey - basso
- Max Mayers - tastiere